# باستيل (طعام)
الباستيل هو أكلة تتكون من عجينة خبز تعتمد على الطحين على شكل ملف تحشى ثم تقلى مغموسة في زيت أو سمن. هو من أكثر الأكلات تواجدا في عربات الباعة في الشارع ومراكز التجارة الشعبية في البرازيل و البرتغال وله شعبية في باقي العالم كذلك.